# Jean Gaston Quentin Gromard
Jean Gaston Quentin Gromard, né le 17 janvier 1731 à Eu (Seine-Maritime), mort le 11 janvier 1823 dans la même ville, est un général français de la Révolution.

## États de service
Il entre en service le 15 décembre 1747 comme surnuméraire dans l’artillerie, et le 26 décembre il passe cadet d’artillerie. Il est nommé sous-lieutenant le 1er mai 1748, lieutenant en second le 21 juin 1755, et lieutenant en premier le 15 janvier 1762. Il passe capitaine le 25 mars 1765, aide-major le 15 octobre 1765, et il est fait chevalier de Saint-Louis le 12 novembre 1770. 
Il est nommé chef de brigade le 14 septembre 1776, lieutenant-colonel le 4 juillet 1781, et colonel le 1er avril 1791. En 1792, il est affecté à l’armée du Rhin, comme directeur de l’artillerie.
Il est promu général de brigade le 7 septembre 1792, directeur de l’artillerie à Strasbourg, puis à l’armée des Vosges, et à l’armée du Rhin le 3 octobre 1792. Il est nommé général de division le 8 mars 1793, commandant Neuf-Brisach, et il est suspendu le 24 septembre 1793. Il est admis à la retraite le 17 décembre 1794.
Il meurt le 11 janvier 1823 à Eu.

## Sources
- (en) « Generals Who Served in the French Army during the Period 1789 - 1814: Eberle to Exelmans »
- Étienne Charavay, Correspondance général de Carnot, tome 1, imprimerie Nationale, 1893.
- Baptiste-Pierre Courcelles, Dictionnaire historique et biographique des généraux français : depuis le onzième siècle jusqu'en 1822, vol.6, l’Auteur, 1822, 500 p. (lire en ligne), p. 335.
- (pl) « Napoléon.org.pl »